# Martin Hrdina
Martin Hrdina (* 28. září 1978 Velké Bílovice) je český interiérový architekt a grafický designér působící v Brně.

## Život
Narodil se v rodině vinaře z Velkých Bílovic, Jaroslava Hrdiny. Od roku 1997 studoval na Fakultě architektury Technické univerzity v Liberci, v ateliéru architektky Heleny Jiskrové. Ta v Liberci působila jako hostující profesorka z Nizozemska a pod jejím vlivem Hrdina pokračoval ve studiu v Amsterdamu. Na Gerrit Rietveld Academy studoval obor interiérový design a v roce 2004 jej absolvoval s bakalářským titulem (bakalář designu, BDes.). O rok později dokončil i magisterské studium v Liberci s titulem inženýr architekt (Ing. arch.). Během svého nizozemského pobytu se začal více věnovat také grafickému designu. V roce 2006 založil vlastní grafické a designové studio. Definitivně se vrátil do Česka v roce 2008 a zakotvil v Brně.

## Dílo

### Grafický design
Jeho nizozemským diplomovým projektem byla kniha a instalace nazvaná Psaný prostor (Written Space). Šlo o deset textů, architektonických básní, složených z vybraných textů architekta Adolfa Loose, básníka E. E. Cummingse a spisovatele Williama Burroughse a uspořádaných do trojrozměrné knihy.
První velkou zakázkou grafického designu v Česku byla pro Hrdinu vizuální stránka dvou ročníků filmového festivalu Mezipatra (2007 a 2008). Následovaly práce pro Divadlo Letí (2008–2009) nebo vítězný návrh v soutěži o vizuální identitu Centra současné dramatiky (2010); již od studijních let tvořil pro liberecké Krátké a úderné divadlo. Korporátní identitu a grafický vizuál navrhoval jak pro moravské rodinné vinařství (2008), tak i pro nizozemskou architektonickou kancelář INK / AIM (2005 a 2007) nebo pro české ministerstvo školství (2010). V divadelní sezóně 2013/14 zpracoval pro brněnské Divadlo Reduta sérii plakátů k novým představením Nora, Provaz a Loupežníci. Pro použití od podzimu 2019 připravil novou vizuální identitu včetně webových stránek také pro Divadlo Husa na provázku.
Mimo festivalové tiskoviny navrhl a graficky zpracoval i knižní díla. Ze spolupráce s brněnským nakladatelstvím Host vzešla mimo jiné grafická podoba Knihy roku 2012 Magnesia Litera, Rybí krev. Pro stejné nakladatelství zpracoval i průvodce Brno nacistické a Brno stalinistické nebo knihu rozhovorů Jiřího Kubíka Na Hradě a v podhradí (Česko na cestě od Havla k Zemanovi).

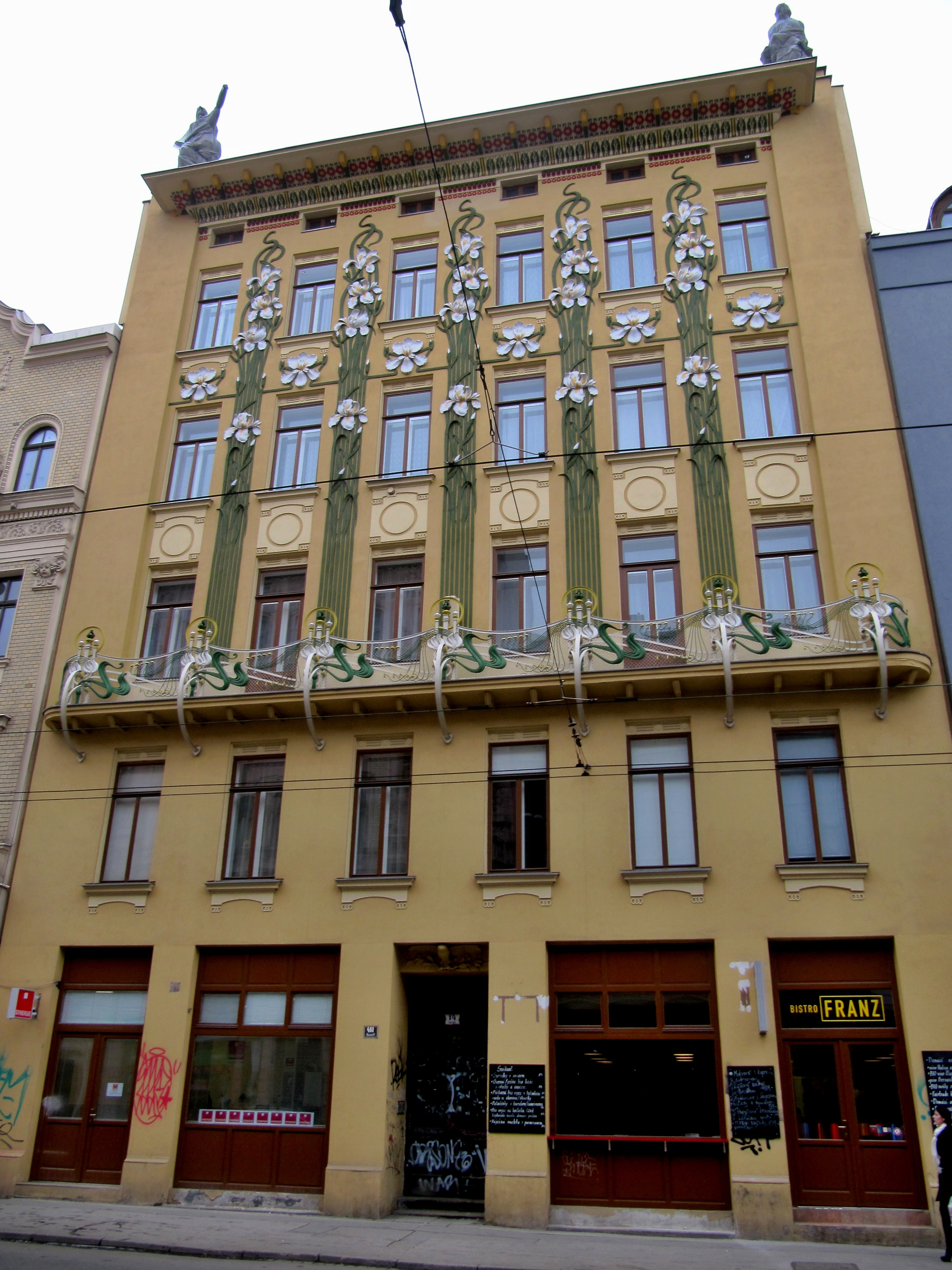
Brno, Veveří 14 s Bistrem Franz v parteru

### Interiérový design
V oblasti interiérového designu se jeho první výraznou brněnskou realizací stala v roce 2008 kavárna Tungsram na Kapucínském náměstí. Pro ni také navrhl na míru téměř veškerý mobiliář a zpracoval grafický vizuál, pro nějž se inspiroval reklamní grafikou 30. let 20. století. V návaznosti na to přišly i další podobné zakázky. V roce 2010 to byla série kaváren Art (v předsálí stejnojmenného kina), Alfa (ve stejnojmenné funkcionalistické pasáži) a zejména Leporelo+. Na posledně jmenované kavárně s obchodem ve vstupní hale brněnského Domu umění spolupracoval s architektkou Nicol Gale. V roce 2011 dokončil Bistro Franz na Veveří, pojmenované podle původního autora nově opraveného secesního domu Františka Pavlů. Pro majitele kavárny Tungsram pak vytvořil encyklopedií inspirovaný interiér kavárny Atlas, otevřené v dubnu 2013 v předsálí Sálu Břetislava Bakaly v tzv. Bílém domě. V prostorách Místodržitelského paláce, jejž má ve správě Moravská galerie v Brně, byla v červnu 2014 otevřena kavárna příznačně nazvaná Morgal, na jejímž interiéru s Hrdinou výtvarně spolupracovala Vendula Chalánková. Roku 2015 následovala kavárna pro rodiče s dětmi Humpty Dumpty a kavárna s vinotékou Café Pilát na Kapucinském náměstí, de facto naproti kavárny Tungsram. O rok později realizoval třípodlažní autentickou vietnamskou restauraci Gỗ v centru Brna.
Vedle kaváren se podílel i na přípravě řady výstav. V červnu 2014 byla v kunštátském zámku otevřena prohlídková trasa nazvaná „V erbu tří pruhů. Páni z Kunštátu a jejich hrad“, pro niž Hrdina připravoval architektonický návrh. Navrhl rovněž architektonické řešení stálé expozice věnované moravským Lucemburkům, která byla otevřena 2. července 2016 na hradě Veveří. Jako designér se podílel i na přípravě stálé interaktivní expozice „Moravský aristokrat v labyrintu světa“ v bučovickém zámku, která byla zpřístupněna 1. července 2017. V roce 2019 se architektonicky podílel na návrhu studia Aparat. pro stálou expozici pražského Uměleckoprůmyslového muzea, který v soutěži obsadil 5. místo.
Pracuje na pomezí architektury a designu; grafické prvky a postupy jsou přítomny od počátku vznikající koncepce a promítají se až do jednotlivých detailů jako jídelní lístky apod. V rozhovoru pro magazín Era 21 označil za svou inspiraci funkcionalismus a art deco 20. a 30. let 20. století.
Aktivně se zajímá a vyjadřuje i k zásahům do veřejného prostoru. Podpořil ku příkladu iniciativu proti podzemním garážím pod Zelným trhem (2010), zasedl v hodnotící komisi při výběru jednotného vizuálního stylu Hvězdárny a planetária Brno (2011).